# شاتينيه ان دونيون
شاتينيه ان دونيون (بالفرنسية: Le Châtenet-en-Dognon)‏ هي بلدية في مقاطعة فيين العليا في منطقة أقطانية الجديدة غرب فرنسا.